# Старівська сільська рада
Старинська сільська рада — орган місцевого самоврядування у Бориспільському районі Київської області з адміністративним центром у с. Старе.

## Загальні відомості
Історична дата утворення: в 1943 році. Водоймища на території, підпорядкованій даній раді: р. Карань.

## Населені пункти
Сільській раді підпорядковані населені пункти:
- с. Старе
- с. Васильки

## Склад ради
Рада складається з 16 депутатів та голови.

### Керівний склад ради
| ПІБ                        | Основні відомості                                            | Дата обрання | Дата звільнення |
| -------------------------- | ------------------------------------------------------------ | ------------ | --------------- |
| Щербина Олексій Григорович | Сільський голова, 1957 року народження, освіта, безпартійний | 26.03.2006   | 31.10.2010      |
| Пилипчук Микола Павлович   | Сільський голова, 1959 року народження, освіта вища          | 31.10.2010   |                 |

Примітка: таблиця складена за даними джерела